# Federação Nacional de Futebol da Guatemala
A Federação Nacional de Futebol da Guatemala é a entidade máxima do futebol na Guatemala. Foi fundada em 1919 e filiou-se a FIFA em 1946. Administra a Seleção Guatemalteca de Futebol e a Seleção Guatemalteca de Futebol Feminino.